# Young Man's Fancy
Young Man's Fancy este episodul 99 al serialului american Zona crepusculară. A fost difuzat pe data de 11 mai 1962 pe CBS.

## Prezentare

### Introducere
| “ | Priviți casa regretatei doamne Henrietta Walker. Aceasta este doamna Walker însăși, așa cum arăta acum 25 de ani. Și aceasta, fără obiectele izolate, este sufrageria casei doamnei Walker, așa cum era în același an. Celelalte camere de la etaj și parter sunt aproape la fel. Însă timpul nu este cel de acum 25 ani, ci suntem în prezent. Casa regretatei doamne Henrietta Walker este, după cum vedeți, o locuință care aparține aproape în întregime trecutului, o locuință care, asemenea acestui ceas, a încetat să mai conștientizeze trecerea timpului. Un singur element lipsește, o singură parte din moșia regretatei doamne Walker: fiul său, Alex, în vârstă de 30 de ani și, în urmă cu 20 de minute, așa-zis veșnic burlac. Alături de acesta este soția sa, fosta domnișoară Virginia Lane. Cei doi se întorc de la primărie pentru a împacheta hainele domnului Walker, a pregăti casa pentru vânzare, a încuia locuința și a pleca în luna de miere. Nu este o mulțime complicată de sarcini din câte se vede, dar proaspăt căsătorita doamnă Walker este pe cale să descopere că vechea zicală „Nu te poți reîntoarce acasă” are puțin sens în Zona crepusculară. | ” |

### Intriga
Un cuplu proaspăt căsătorit vizitează casa mamei recent decedate a soțului, unde acesta a copilărit. Cei doi se pregătesc să vândă locuința, însă tânărului îi este foarte greu să renunțe la casa în care a copilărit, darămite să o vândă. În casă, noua sa soție este convinsă însă că soacra sa este încă prezentă în locuință și luptă pentru loialitatea fiului său. În cele din urmă, bărbatul devine atât de preocupat de amintirile din copilărie, încât mama sa reapare, iar el redevine copil. Soția o acuză pe soacră că a provocat dinadins această schimbare, dar ea neagă acest lucru. Soțul — acum un copil — îi spune „soției” sale: „Pleacă, doamnă — nu mai avem nevoie de tine”. Înspăimântată, aceasta părăsește casa în grabă, lăsând în urma sa băiatul-soț și spiritul mamei sale.

### Concluzie
| “ | Domnișoara Virginia Lane, doamnă Alex Waker pentru scurt timp, părăsește scena. Tocmai a renunțat să lupte și s-a retras într-un mod ciudat, însă prin această retragere revine la realitate. Adversarul său, Alex Walker, va rămâne pentru totdeauna într-o poziție care aparține trecutului. Acesta a revendicat un moment în timp și nu este pe cale să renunțe la el. Astfel de fapte se întâmplă în Zona crepusculară. | ” |